# Lagoa da Fajã da Caldeira de Santo Cristo
Lagoa da Fajã da Caldeira de Santo Cristo (portugiesisch „See in der Ebene des Christus-Kraters“) ist ein Strandsee auf der portugiesischen Azoren-Insel São Jorge. Er liegt im Kreis Calheta auf einer abgelegenen, kleinen Küstenebene im Natura-2000-Gebiet PTJOR0014 („Costa NE e Ponta do Topo – Ilha de S. Jorge“) und im Ramsar-Gebiet 1615 („‚Fajãs‘ of Caldeira and Cubres Lagoons“). Der See wurde auf natürliche Weise durch einen Steinwall vom Meer abgetrennt und besteht aus Salzwasser, da er eine Öffnung aufweist, die bei Flut den Wasseraustausch mit dem offenen Meer gewährleistet. Studien kamen zu dem Ergebnis, dass diese Barriere sich tendenziell nach Westen verschiebt und die Öffnung eines Tages verschließen könnte. Um letzteres zu verhindern und den heutigen Zustand zu konservieren, ist der Damm um die Öffnung künstlich verstärkt worden.
Dem See kommt ökologische Bedeutung als Kinderstube mehrerer Fischarten zu. Dazu zählen der Braune Zackenbarsch (Epinephelus marginatus), der Makronesen-Zackenbarsch (Mycteroperca fusca) und die Dicklippige Meeräsche (Chelon labrosus). Nur in diesem See wachsen auf den Azoren gegitterte Venusmuscheln ((rudi)tapes decussatus, eine Unterart der Venusmuschel). Sie gelten als große Delikatesse der Insel, werden aber nur in guten Jahren in geringen Mengen geerntet, da sie unter Schutz stehen.
Der See wird wegen seiner geschützten Lage auch gerne zum Baden und Schwimmen genutzt.